# فرودگاه بین‌المللی زامبونگا
فرودگاه بین‌المللی زامبونگا  (به انگلیسی: Zamboanga International Airport) (به زبان بومی: Paliparang Pandaigdig ng Zamboanga) یک فرودگاه همگانی یا نظامی مسافربری با کد یاتا ZAM است که یک باند فرود آسفالت دارد و طول باند آن ۲۶۱۱ متر است. این فرودگاه در کشور فیلیپین قرار دارد و در ارتفاع ۶ متری از سطح دریا واقع شده است.